# Reinhold Tüxen
Reinhold Tüxen (21 de mayo de 1899, Ulsnis, Schleswig-Holstein - 16 de mayo de 1980, Rinteln) fue un fitosociólogo, botánico, geobotánico, y taxónomo alemán. Es consdierado, junto a Erich Oberdorfer, uno de los primeros promotores y fundadores de la fitosociología moderna en Alemania.

## Biografía
Creció en el norte rural de Schleswig-Holstein, entre las localidades de Schleswig y Kappeln. Esta impronta filial fue el inicio de una carrera científica que finalmente se convirtió en uno de los pioneros de la fitosociología. Estudió química, botánica y geología en Heidelberg, a continuación, fitosociología con Josias Braun-Blanquet en la ETH Zúrich y en Montpellier. Y en 1926, se doctoró por la Universidad de Heidelberg.
En la década de 1930 trabajó para la Oficina Provincial de la Conservación de la Naturaleza, en Hannover, y fue llamado por Alwin Seifert como consultor para plantaciones típicas de la región y dar forma a las Reichsautobahnen (autopistas alemanas) con especies nativas, el "Método Tüxen" se convirtió en una base importante de la forestación en las carreteras. También trabajó - entre otros con Heinz Ellenberg - una cartografía de la vegetación de la provincia de Hannover. La resultante, en 1939 fue la Oficina Central para la Fitocartografía del imperio (más tarde el Instituto Federal de Cartografía de la Vegetación y luego de la Agencia Federal para la Conservación de la Naturaleza), que dirigió Tüxen como su director durante 25 años.

## Honores

### Membresía
- 1927, en Gotinga, Asociación-florística sociológica en la Baja Sajonia. Y en 1928 también tuvo su propia revista, "Mitteilungen".

- 1942 a 1946 "Grupo de estudio florístico-sociológica", y presidente hasta 1971.

### Eponimia
- El Grupo de Trabajo publica bajo el nombre Tuexenia.

## Algunas publicaciones
- Die Pflanzengesellschaften Nordwestdeutschlands. Hannover 1937. Reimpreso de edición Cramer, Lehre 1970 (= Historiae naturalis classica v. 85) ISBN 3-7682-0701-3.

- Die Pflanzengesellschaften Nordwestdeutschlands. 2ª ed. v. 2, Cramer, Lehre 1979, ISBN 3-7682-0862-1.

- Bibliographia phytosociologica syntaxonomica. Ed. de Reinhold Tüxen. Cramer, Lehre, Lieferung 1-39 (1971-1986) + suplemento (1976).

- Unser Buchenwald im Jahreslauf (= Veröffentlichungen für Naturschutz und Landschaftspflege in Baden-Württemberg v. 47). Institut für Ökologie und Naturschutz, Karlsruhe 1986, ISBN 3-88251-109-5.

- La abreviatura «Tüxen» se emplea para indicar a Reinhold Tüxen como autoridad en la descripción y clasificación científica de los vegetales.[4]

## Literatura
- Josias Braun-Blanquet. Reinhold Tüxen sechzigjährig. In: Vegetatio 8 (5-6) 1959, p. 271–279, DOI:10.1007/BF00518486.

- Josias Braun-Blanquet. Reinhold Tüxen, Meister-Pflanzensoziologe. In: Vegetatio 17 (1) 1969, p. 1–25, DOI:10.1007/BF01965897.

- Akira Miyawaki, Shigetoshi Okuda (eds.) Vegetation und Landschaft Japans. Festschrift für Prof. Dr. Drs. h. c. Reinhold Tüxen, zum 80. Geburtstag am 21. Mai 1979. The Yokohama Phytosociological Society, Yokohama 1979.

- Siegfried Schneider. Nachruf auf Professor Dr. Drs. h. c. Reinhold Tüxen. In: Bericht der Naturhistorischen Gesellschaft Hannover 123, 1980, p. 283–288.

- Jan Barkman. Reinhold Tüxen 1899–1980. In: Vegetatio 48 (1) 1981, p. 87–91, DOI:10.1007/BF00117365.

- Heinz Ellenberg. J. Braun-Blanquet, 3.8.1884-22.9.1980. R. Tüxen, 21.5.1899-16.5.1980. 50 Jahre Pflanzensoziologie. In: Berichte der Deutschen Botanischen Gesellschaft 95, 1982, p. 387–391.

- Jes Tüxen. Reinhold Tüxen (1899-1980). In: Bericht über das Internationale Symposion. Vegetationskunde. 1981 (1982) p. 11–18.

- Ernst Preising. Das wissenschaftliche Archiv des Pflanzensoziologen Professor Tüxen und seine Bedeutung für das Land Niedersachsen. In: Neues Archiv für Niedersachsen 29, 1980, p. 186–189.

- Ansgar Hoppe. Das Reinhold-Tüxen-Archiv am Institut für Geobotanik der Universität Hannover. Digitale Erfassung der Vegetationsaufnahmen. In: Tuexenia 25, 2005, p. 463–474, Abstract.

- Richard Pott (ed.) 100 Jahre Reinhold Tüxen. Geobotanik und Vegetationsgeographie. In: Berichte der Reinhold-Tüxen-Gesellschaft (RTG) 11, 1999, ISBN 3-9804174-5-X.

- Berichte der Reinhold-Tüxen-Gesellschaft. Hannover 1989 ff.

- Schriften der Reinhold-Tüxen-Gesellschaft. Cramer, Stuttgart 1985 ff.

- Tuexenia. Mitteilungen der Floristisch-Soziologischen Arbeitsgemeinschaft. Göttingen 1981 ff.

- Elke von Radziewsky, Ruth Hübotter (eds.) Häuser für Gärtner. Der Architekt Peter Hübotter (= Gartenkultur.). Mit einem Essay von Manfred Sack. Dölling und Galitz, Múnich 2004, ISBN 3-935549-95-4, Von der Landschaft für den Garten lernen. Forschungswarte für den Pflanzensoziologen Reinhold Tüxen und seine Frau Johanna, 1962, p. 78–81 (über Tüxens Wohnhaus und Privatinstitut in Rinteln-Todenmann am Hang des Wesergebirges, entworfen von dem hannoverschen Architekten Peter Hübotter).